# Agimont
Agimont is een dorp in de Belgische provincie Namen en een deelgemeente van Hastière. Het dorp heeft een oppervlakte van 10,27 km².
Agimont is gelegen in de Fagne tegen de Franse grens, zo'n 20 kilometer ten zuidwesten van Dinant. In het oosten grenst het dorp aan de Maas en ligt spoorlijn 154 tussen Namen en Givet. Aan het voormalige station Heer-Agimont op de grens tussen Agimont en Heer ontstond het gehucht Heer-Agimont en ligt er een brug over de Maas die beide dorpen verbindt. Aan de andere kant van de Franse grens ligt de stad Givet. Dichter bij het dorp ligt aan spoorlijn 156 het voormalige station Agimont-Dorp.
Agimont is een landbouwdorp (vooral veeteelt) en bijna de helft van de oppervlakte bestaat uit bos. In de bebouwde kom is er enige handelsactiviteit in functie van het toerisme in de streek. Er wonen ook grensarbeiders die werken in de industriezone van Givet.

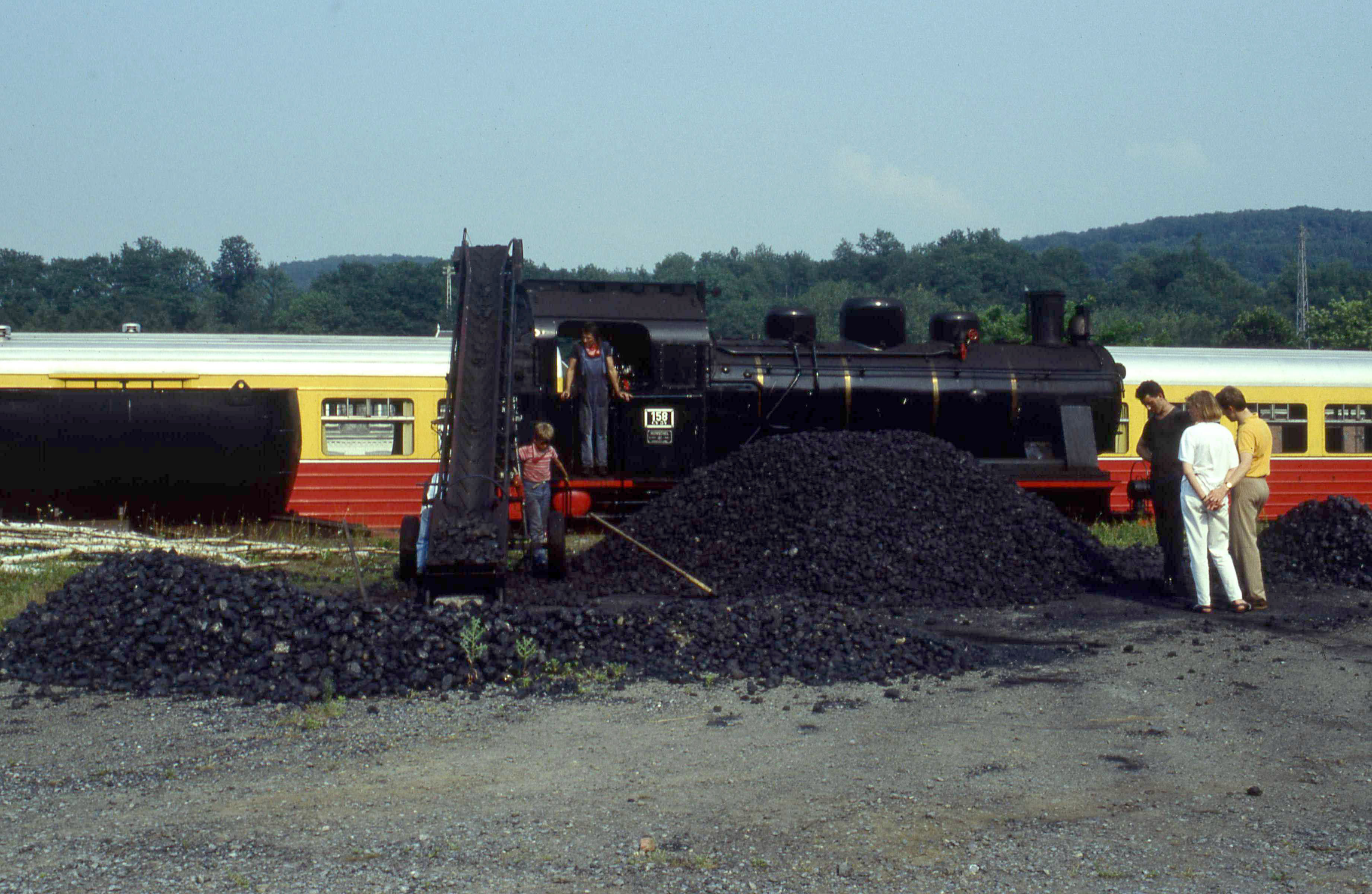
Het voormalige station van Heer-Agimont (Agimont).

## Geschiedenis
De naam Agimont is een samentrekking van Au Givet Mont wat letterlijk hoogte die uitkijkt op Givet betekent. Er was reeds vroeg een versterkte burcht om de streek te beschermen. Reeds vroeg ontstond het graafschap Agimont dat onder de vleugels stond van het prinsbisdom Luik en het was bezit van verscheidene opeenvolgende families. Het kasteel van Agimont werd vernield tijdens de gevechten met het Franse leger onder bevel van Hendrik II. Keizer Karel V kocht daarna het graafschap in 1555 om er een bolwerk tegen Frankrijk van te maken. Hij richtte daarom op de hoogte van Givet de vesting Charlemont op en Agimont ging deel uitmaken van de heerlijkheid Charlemont. In 1678 werd Charlemont aan Frankrijk afgestaan maar in 1773 werd het gebied terug aan de Oostenrijkse Nederlanden gegeven en kwam Agimont in handen van de industriële familie Puissant die de titel d'Agimont zal voeren. Bij de oprichting van de gemeenten in 1795 werd Agimont een zelfstandige gemeente en zou ze snel groeien door de landbouw en de ontginning van marmergroeven. In 1977 werd Agimont een deelgemeente van Hastière. Hierbij verhuisde Agimont van het arrondissement Philippeville naar het arrondissement Dinant.
Kerkelijk was Agimont reeds sinds lang een parochie. In 1842 werd Vodelée een zelfstandige parochie en in 1858 verhuisde het gehucht Petit-Doische, dat tot de gemeente Doische behoort, van de parochie Doische naar de parochie Agimont. In 1949 werd in het gehucht Heer-Agimont een kapel opgericht.

## Demografische evolutie
Opm:1806 t/m 1970=volkstellingen; 1976=inwoneraantal op 31 december

## Bezienswaardigheden
- de ruïne van de in 1554 vernielde burcht
- het kasteel van Agimont uit 1880 dat naast de burchtruïne ligt
- de Sint-Joriskerk uit 1843

## Personen uit Agimont
- Jan II van Loon (1268-1310), heer van Agimont
- Lou de Palingboer (1898-1968), Nederlands sekteleider in Agimont overleden

Deelgemeenten: Agimont · Blaimont · Hastière-Lavaux · Hastière-par-delà · Heer · Hermeton-sur-Meuse · Waulsort

Overige kernen: Freÿr · Inzemont · Lenne · Maurenne · Moniat · Petit-Doische

Belgische gemeenten · arrondissement Dinant · provincie Namen · Wallonië